# Colégio de Aplicação da Universidade Federal do Rio de Janeiro
O Colégio de Aplicação da Universidade Federal do Rio de Janeiro (CAp) é uma instituição de educação infantil, ensino fundamental e médio pública federal brasileira, com sede no Rio de Janeiro, no estado homônimo, subordinado à Universidade Federal do Rio de Janeiro (UFRJ), sendo responsável por desenvolver o ensino, a pesquisa e a extensão em educação, além da oferta de campo de estágio junto à universidade. É um dos colégios de aplicação existentes em universidades federais brasileiras.

## Visão geral
Está localizado desde 1962 na rua J. J. Seabra no bairro da Lagoa, Zona Sul do Rio de Janeiro. É uma unidade acadêmica do Centro de Filosofia e Ciências Humanas (CFCH), há atuação de 400 estagiários dos cursos da universidade. Com um corpo de 760 estudantes, há 510 no período matutino e 250 no vespertino.

## História
Foi fundado em 20 de maio de 1948 com base no Decreto-Lei federal nº 9053, que tornou obrigatório que todas as Faculdades de Filosofia mantivessem ginásios de aplicação. Seu primeiro diretor foi Luiz Alves de Mattos, que havia dado importante colaboração para sua instalação. Era um colégio de vanguarda para a época, introduzindo novas metodologias pedagógicas e tornando-se uma referência.
O colégio teve sua atuação amplificada através da colaboração de vários de seus professores na revista Escola Secundária, que segundo Rita de Cássia Frangella funcionou como um "polo irradiador das experiências implementadas no CAp, com a intenção explícita de difundir e tornar cotidiano o uso das técnicas e métodos lá aplicados", tendo como proposta essencial construir "uma cultura nacional que tem, na sua pauta de ações, a formação de professores como item privilegiado".